# Manitounuk Sound
Manitounuk Sound, eller på franska Passage de Manitounuk, är ett sund i sydöstra delen av Hudson Bay i Kanada. Det ligger mellan Manitounuk Islands i territoriet Nunavut och fastlandet i provinsen Québec. Trakten runt Manitounuk Sound är nära nog obefolkad, med mindre än två invånare per kvadratkilometer. Inlandsklimat råder i trakten.